# Premi Arthur C. Cope
El Premi Arthur C. Cope és un premi que recompensa als químics que han realitzat les millors contribucions en el camp de la química orgànica. És considerat un dels premis de més categoria dins aquesta branca de la química. És un premi concedit per l'American Chemical Society i subvencionat per la Fundació Arthur C. Cope. Es lliura des del 1973.

## Guardonats
| - 1973 Roald Hoffmann and Robert B. Woodward - 1974 Donald J. Cram - 1976 Elias James Corey - 1978 Orville L. Chapman - 1980 Gilbert Stork - 1982 Frank H. Westheimer - 1984 Albert J. Eschenmoser - 1986 Duilio Arigoni - 1987 Ronald Breslow - 1988 Kenneth B. Wiberg - 1989 William S. Johnson | - 1990 Koji Nakanishi - 1991 Gerhard L. Closs - 1992 K. Barry Sharpless - 1993 Peter B. Dervan - 1994 John D. Roberts - 1995 George M. Whitesides - 1996 Robert G. Bergman - 1997 Ryoji Noyori - 1998 Samuel J. Danishefsky - 1999 Ralph F. Hirschmann | - 2000 David A. Evans - 2001 George A. Olah - 2002 Robert H. Grubbs - 2003 Larry E. Overman - 2004 Barry M. Trost - 2005 K.C. Nicolaou - 2006 Peter G. Schultz - 2007 Jean Fréchet - 2008 James Fraser Stoddart - 2009 Manfred Theodor Reetz | - 2010 Kendall Houk - 2011 Nicholas J. Turro - 2012 Chi-Huey Wong - 2013 Stephen L. Buchwald - 2014 Stuart Schreiber - 2015 Paul A. Wender - 2016 Eric N. Jacobsen - 2017 Carolyn Ruth Bertozzi - 2018 Steven V. Ley - 2019 Dieter Seebach - 2020 Dennis A. Dougherty - 2021 John Hartwig - 2022 Véronique Gouverneur |